# Román Montañez
Román Montañez Martín (Sant Joan de Vilatorrada, Barcelona; 18 de febrero de 1979) es un exjugador de baloncesto español. Con 1.93 de estatura, ocupaba la posición de escolta.

## Trayectoria
Nacido en San Juan de Torruella, localidad cercana a Manresa, se forma en la cantera del histórico equipo catalán del Basquet Manresa. Dos son los equipos donde este jugador catalán ha destacado, el propio Basquet Manresa, jugando en tres etapas durante siete temporadas y el CB Valladolid, jugando también durante siete temporadas en tres etapas distintas, las dos últimas con serios problemas económicos en el equipo pucelano. También ha jugado en otros equipos, aunque sin asentarse como el Bilbao Basket, CB Girona, River Andorra, y Baloncesto Fuenlabrada.
Se retiró en el año 2017, acumulando 541 partidos en ACB, en los que promedió 7 puntos en 21 minutos por partido.

## Trayectoria deportiva
- Unió Manresana. Categorías inferiores.
- 1995-1996   Segunda División. C.B. Manresa.
- 1996-1997 EBA. Bàsquet Manresa.
- 1997-1998 EBA. Baró de Maials Lérida.
- 1997-2000 ACB. Bàsquet Manresa
- 2000-2005 ACB. CB Valladolid
- 2005-2007 ACB. Bilbao Basket
- 2007-2008 ACB. CB Girona
- 2008-2012 ACB. Bàsquet Manresa
- 2012 LEB. River Andorra
- 2012-2013 ACB. CB Valladolid
- 2013-2014 ACB. Baloncesto Fuenlabrada
- 2014-2015 LEB. CB Valladolid
- 2015-2017 ACB. Bàsquet Manresa

## Palmarés
- 1995 Eurobasket Cadete. Selección de España. Lisboa. Medalla de Plata.
- 1998 ACB. TDK Manresa. Campeón.
- 2001 Juegos del Mediterráneo. Selección de España B. Túnez. Medalla de Oro.
- 2007-08 ULEB Cup. Akasvayu Girona. Campeón.